# Číhaň
Číhaň är en ort i Tjeckien.   Den ligger i regionen Plzeň, i den västra delen av landet, 110 km sydväst om huvudstaden Prag. Číhaň ligger 592 meter över havet och antalet invånare är 177.
Terrängen runt Číhaň är kuperad åt sydväst, men åt nordost är den platt. Runt Číhaň är det ganska glesbefolkat, med 24 invånare per kvadratkilometer. Närmaste större samhälle är Klatovy, 11,1 km nordväst om Číhaň. I omgivningarna runt Číhaň växer i huvudsak blandskog.